# Rada Pracy i Obrony

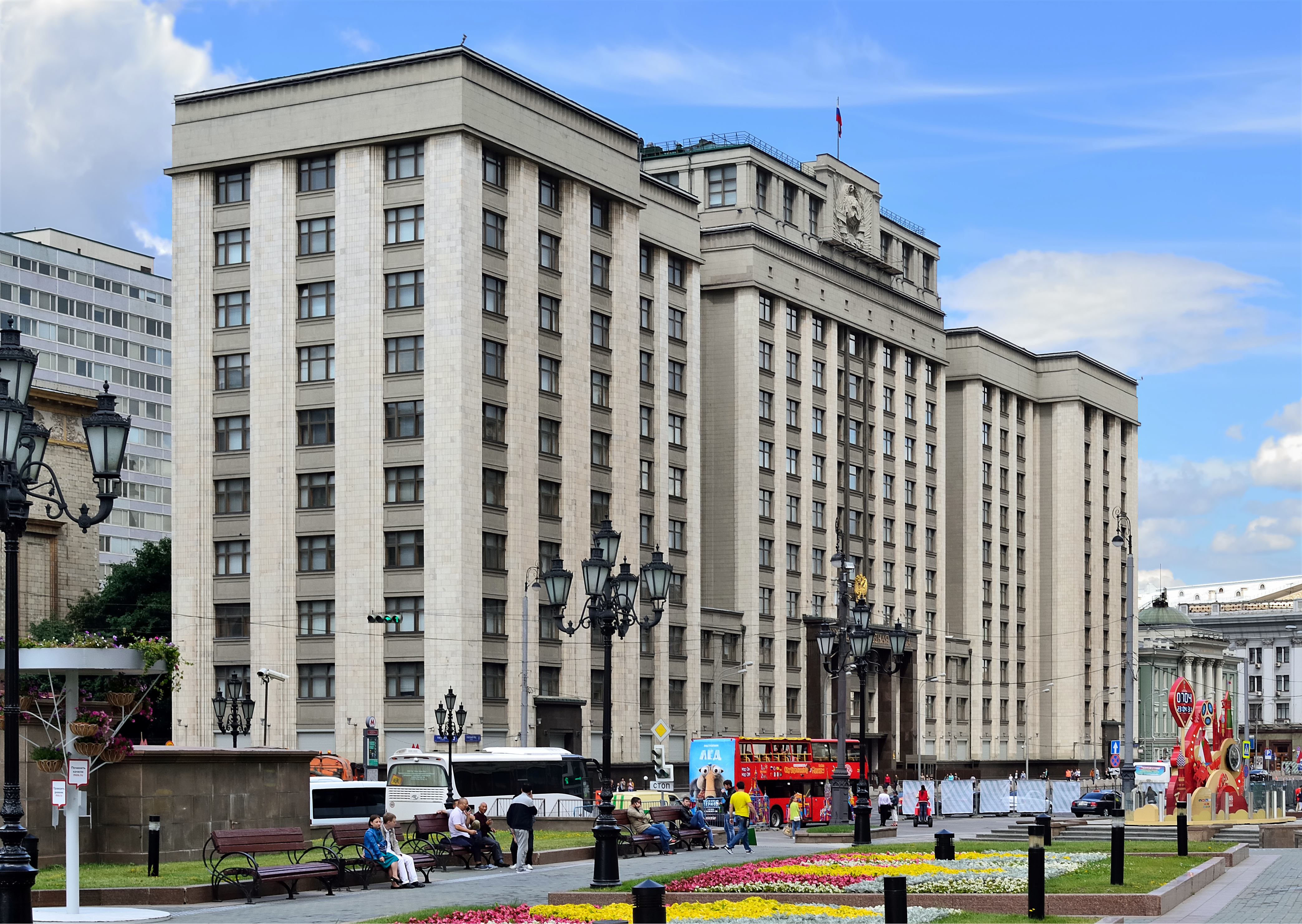
b. siedziba budynku Rady Pracy i Obrony ZSRR w Moskwie, obecnie mieści Dumę Państwową Federacji Rosyjskiej

Rady Pracy i Obrony (ros. Совет труда и обороны) – jeden z najwyższych organów RFSRR, następnie ZSRR, który zaczął działać w warunkach wojny domowej i interwencji wojskowej. Odpowiedzialna za zarządzanie rozwojem gospodarczym i obroną, kierowała działalnością resortów i branż. 
Rada została powołana w kwietniu 1920 przez zmianę nazwy Rady Obrony Robotniczo-Chłopskiej (Совет рабочей и крестьянской обороны). W grudniu 1920 otrzymała status prawny Komisji Rady Komisarzy Ludowych RFSRR. W 1923, w czasie formowania Rady Komisarzy Ludowych ZSRR, Radę Pracy i Obrony RFSRR przekształcono w Radę Pracy i Obrony ZSRR. Ta ostatnia została zlikwidowana dekretem Centralnego Komitetu Wykonawczego ZSRR w dniu 28 kwietnia 1937, a jego funkcje zostały przeniesione na Radę Gospodarczą i Komitet Obrony Rady Komisarzy Ludowych ZSRR.
W 1921 przy Radzie powołano Państwową Komisję Planowania (Государственная общеплановая комиссия – Госплан).

## Siedziba
Ostatnia siedziba Rady mieściła się w wybudowanym w latach 1932–1935 przy ul. Ochotny Riad 1 (Охотный Ряд, дом 1). Następnie zajmowały go Rada Komisarzy Ludowych ZSRR, Rada Ministrów ZSRR, Komisja Planowania ZSRR, obecnie — Duma Państwowa Federacji Rosyjskiej. 

## Przewodniczący
- 1920–1924 – Włodzimierz Lenin
- 1924–1926 – Lew Kamieniew
- 1926–1930 – Aleksiej Rykow
- 1930–1937 – Wiaczesław Mołotow